# The Astrud Gilberto Album
The Astrud Gilberto Album (con Antonio Carlos Jobim) es el álbum debut de estudio de Astrud Gilberto. Con Antonio Carlos Jobim a la guitarra y los arreglos de Marty Paich, fue lanzado a través de Verve Records en 1965. Alcanzó el puesto 41 en la lista Billboard 200. En 2017, NPR lo colocó en el puesto 73 de la lista de los "150 mejores álbumes hechos por mujeres".

## Antecedentes
Hasta la grabación de este álbum, Astrud Gilberto había sido asociada solamente con Stan Getz. Aún no tenía la atención del público y solo era conocida como vocalista de Stan Getz en Ipanema, pasando la última parte de 1964 presentándose en cabarets y conciertos con el Cuarteto Getz. A partir de este álbum ella muestra su individualidad con la brillante ayuda del arreglista y conductor Marty Paich y Antonio Carlos Jobim.

## Lista de canciones
| N.º | Título                              | Escritor(es)                                          | Duración |  |
| 1.  | «Once I Loved»                      | Ray Gilbert, Antônio Carlos Jobim, Vinicius de Moraes | 2:14     |  |
| 2.  | «Água de Beber»                     | Norman Gimbel, Jobim, Moraes                          | 2:20     |  |
| 3.  | «Meditation»                        | Gimbel, Jobim, Newton Mendonça                        | 2:42     |  |
| 4.  | «And Roses And Roses»               | Dorival Caymmi, Gilbert                               | 2:37     |  |
| 5.  | «O Morro (Não tem Vez)»             | Jobim, Moraes                                         | 2:59     |  |
| 6.  | «How Insensitive»                   | Gimbel, Jobim, Moraes                                 | 2:51     |  |
| 7.  | «Dindi»                             | Gilbert, Jobim, Aloísio de Oliveira                   | 2:44     |  |
| 8.  | «Photograph»                        | Jobim                                                 | 2:12     |  |
| 9.  | «Dreamer»                           | Jobim, Gene Lees                                      | 2:03     |  |
| 10. | «Só Tinha de Ser Com Você»          | Jobim                                                 | 2:22     |  |
| 11. | «All That's Left Is to Say Goodbye» | Astrud Gilberto, Jobim, Moraes                        | 3:13     |  |

## Personal
- Astrud Gilberto – voz
- Antônio Carlos Jobim – guitarra, voz (pista 2)
- Joe Mondragon – contrabajo
- Bud Shank – saxofón alto, flauta
- João Donato – piano
- Stu Williamson – trompeta
- Milt Bernhart – trombón
- Conjunto de cuerdas Guildhall – conjunto